# Ángel Heras
Ángel Valentín de las Heras Lázaro (ur. 18 września 1958 w Zamorze) – hiszpański lekkoatleta, sprinter, medalista halowych mistrzostw Europy i dwukrotny olimpijczyk.

## Kariera sportowa
Zdobył brązowy medal w sztafecie 4 × 100 metrów na mistrzostwach Europy juniorów w 1975 w Atenach. Był rezerwowym zawodnikiem w tej konkurencji na igrzyskach olimpijskich w 1976 w Montrealu. Zajął 4. miejsce w sztafecie 4 × 400 metrów, 5. miejsce w sztafecie 4 × 100 metrów, 7. miejsce w biegu na 200 metrów i odpadł w eliminacjach biegu na 100 metrów na igrzyskach śródziemnomorskich w 1979 w Splicie. Odpadł w eliminacjach biegu na 200 metrów na halowych mistrzostwach Europy w 1982 w Mediolanie. Również na mistrzostwach Europy w 1982 w Atenach odpadł w eliminacjach biegu na 200 metrów i sztafety 4 × 400 metrów.
Zdobył brązowy medal w biegu na 400 metrów na halowych mistrzostwach Europy w 1983 w Budapeszcie, przegrywając jedynie z reprezentantem Związku Radzieckiego Jewgienijem Łomtiewem i Brytyjczykiem Ainsleyem Bennettem. Odpadł w półfinale sztafety 4 × 400 metrów, ćwierćfinale biegu na 200 metrów i eliminacjach biegu na 100 metrów na mistrzostwach świata w 1983 w Helsinkach. 
Zdobył brązowy medal w sztafecie 4 × 400 metrów oraz zajął 7. miejsce w biegu na 400 metrów na igrzyskach śródziemnomorskich w 1983 w Casablance. Zdobył złoty medal w sztafecie 4 × 400 metrów, srebrny medal w biegu na 200 metrów oraz brązowe medale w biegu na 100 metrów i w sztafecie 4 × 400 metrów na mistrzostwach ibero-amerykańskich w 1983 w Barcelonie. Odpadł w ćwierćfinale biegu na 400 metrów i eliminacjach sztafety 4 × 400 metrów na igrzyskach olimpijskich w 1984 w Los Angeles.
Zajął 6. miejsce w biegu na 400 metrów na światowych igrzyskach halowych w 1985 w Paryżu oraz 5. miejsce na tym dystansie na halowych mistrzostwach Europy w 1985 w Pireusie. Startując w reprezentacji Europy zajął 4. miejsce w sztafecie 4 × 400 metrów w zawodach pucharu świata w 1985 w Canberze (sztafeta biegła w składzie Pierfrancesco Pavoni, Klaus Just Jörg Vaihinger i Heras).
Odpadł w eliminacjach biegu na 400 metrów na halowych mistrzostwach Europy w 1986 w Madrycie. Na mistrzostwach Europy w 1986 w Stuttgarcie zajął 5. miejsce w sztafecie 4 × 400 metrów i odpadł w eliminacjach biegu na 400 metrów. Odpadł w półfinałach sztafet 4 × 100 metrów i 4 × 400 metrów na mistrzostwach świata w 1987 w Rzymie oraz w półfinale biegu na 400 metrów na halowych mistrzostwach Europy w 1988 w Budapeszcie. Sztafeta 4 × 400 metrów z jego udziałem nie ukończyła biegu na mistrzostwach ibero-amerykańskich w 1988 w Meksyku, a na mistrzostwach ibero-amerykańskich w 1992 w Sewilli Heras zajął 5. miejsce w biegu na 400 metrów i 4. miejsce w sztafecie 4 × 400 metrów. Odpadł w eliminacjach sztafety 4 × 400 metrów na igrzyskach olimpijskich w 1992 w Barcelonie.
Był mistrzem Hiszpanii w biegu na 200 metrów w 1979 i 1982 oraz w biegu na 400 metrów w latach 1983 i 1985–1988. W hali była mistrzem swego kraju w biegu na 400 metrów w 1983, 1984 i 1986.
Był rekordzistą Hiszpanii w biegu na 100 metrów z czasem 10,3 s (12 czerwca 1976 w Madrycie), w biegu na 300 metrów z czasem 32,97 s (3 września 1985 w Santanderze), trzykrotnie w biegu na 400 metrów do czasu 45,54 s (9 czerwca 1984 w Mediolanie) i raz w sztafecie 4 × 400 metrów z wynikiem 3:04,04 (11 sierpnia 1985 w Budapeszcie). W hali czterokrotnie poprawiał rekord Hiszpanii w biegu na 200 metrów do rezultatu 21,44 (9 marca 1983 w Mediolanie), trzykrotnie w biegu na 400 metrów do czasu 46,57 (6 marca 1983 w Budapeszcie) i dwukrotnie w sztafecie 4 × 200 metrów do wyniku 1:25,56 (10 lutego 1990 w Paryżu).
Rekordy życiowe Herasa:
- bieg na 100 metrów – 10,52 s (18 maja 1985, Grenada)
- bieg na 200 metrów – 20,95 s (28 maja 1988, Grenada)
- bieg na 400 metrów – 45,54 s (9 czerwca 1984, Mediolan)